# مورگان پاول
مورگان پاول (انگلیسی: Morgan Paull؛ ۱۵ دسامبر ۱۹۴۴ – ۱۷ ژوئیهٔ ۲۰۱۲ (۶۷ سال)) یک هنرپیشه اهل ایالات متحده آمریکا بود. وی بین سال‌های ۱۹۷۰ تا ۱۹۹۶ میلادی فعالیت می‌کرد.
از فیلم‌ها یا برنامه‌های تلویزیونی که وی در آن نقش داشته است می‌توان به بلید رانر، پاتون، حمله زنبورها، نورما ری، میتچل و محو شدن به سمت سیاهی اشاره کرد.